# Helmut Weigelt

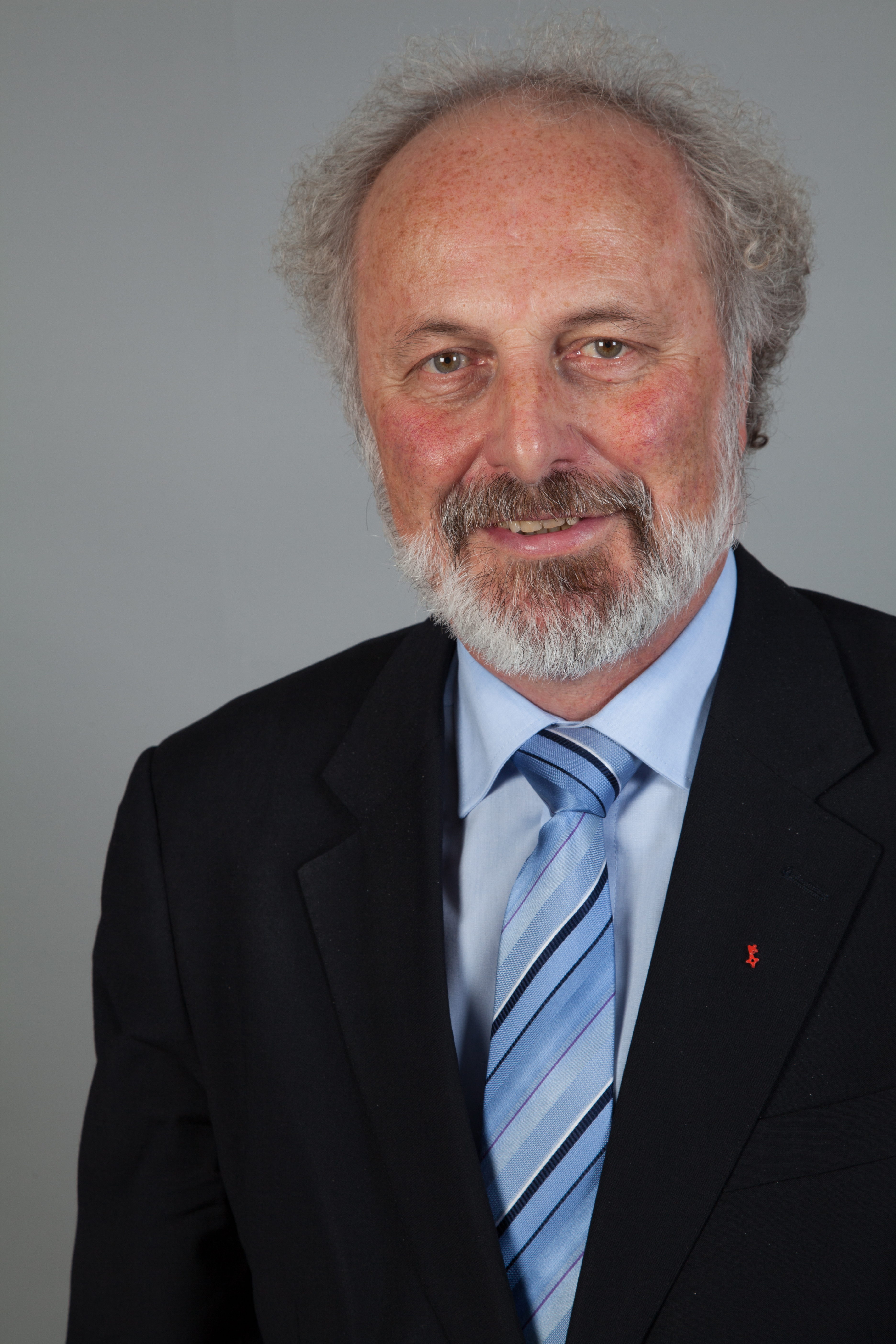
Helmut Weigelt, 2014

Helmut Weigelt (* 23. Mai 1948 in Bremen) ist ein Bremer Politiker (SPD) und war Mitglied der Bremischen Bürgerschaft.

## Biografie

### Familie, Ausbildung und Beruf
Weigelt machte nach dem Hauptschulabschluss von 1963 bis 1966 eine Ausbildung zum Industriekaufmann beim Roha-Werk in Bremen. Von 1966 bis 1977 war er Angestellter in der Verkaufsabteilung beim Roha-Werk. 1968/69 leistete er zwischendurch seinen Wehrdienst. Von 1972 bis 1973 absolvierte er eine berufsbegleitende Ausbildung zum Praktischen Betriebswirt. Von 1977 bis 1986 war er Verkaufs-Innendienstleiter, später Abteilungsleiter und Prokurist, der Firma Karl W. Burmeister in Stuhr. Von 1986 bis 2011 war er Gemeindesekretär und Küster in der Evangelischen Kirchengemeinde in der Neuen Vahr.
Er ist verheiratet und hat zwei Kinder.

### Politik
Weigelt ist seit 1976 Mitglied in der SPD.   
Von 1980 bis 1982 war er Zweiter Vorsitzender des SPD-Ortsvereins Neue Vahr Süd und von 1982 bis  1996 deren Erster Vorsitzender.
Von 1989 bis 2011 war er Mitglied im Beirat des Stadtteils Bremen-Vahr. Hier war er
Beiratsfraktionssprecher und Beiratssprecher (mit einer Unterbrechung von vier Jahren) des Beirates.
Seit der 18. Wahlperiode (Beginn: 8. Juni 2011) bis 2019 war er Mitglied der Bremischen Bürgerschaft.

Er war vertreten im
Haushalts- und Finanzausschuss (Land) (stellv. Mitglied)
Parlamentarischer Beirat der Metropolregion Bremen-Oldenburg im Nordwesten e.V. (Mitglied)
Petitionsausschuss (Land) (stellv. Mitglied)
Rechnungsprüfungsausschuss (Land) (stellv. Mitglied)
Rechtsausschuss (stellv. Mitglied)
Städtische Deputation für Bildung und Kinder (Mitglied)
Ausschuss für Bürgerbeteiligung, bürgerschaftliches Engagement und Beiräte (Vorsitzende/-r)
Seit 2019 ist er wieder Mitglied des Beirats Vahr und dort Sprecher des Ausschusses Kinder und Bildung.

### Weitere Mitgliedschaften
Weigelt war von 1980 bis 1990 Stellvertretender Vorsitzender im Verband kirchlicher Mitarbeiter/Mitarbeiterinnen und er ist seit 2009 Mitglied im Vorstand der Evangelischen Kirchengemeinde in der Neuen Vahr.